# Hornblendita
La hornblendita es una roca ígnea plutónica que se compone de hornblenda (una variedad de anfíbol). A diferencia de la anfibolita que contiene plagioclasa la hornblendita consta casi puramente de anfíbol.